# Hoya parvifolia
Hoya parvifolia är en oleanderväxtart som beskrevs av Rudolf Schlechter. Hoya parvifolia ingår i släktet Hoya och familjen oleanderväxter. Inga underarter finns listade i Catalogue of Life.